# エモーション (バンダイナムコグループ)
株式会社エモーション（英: EMOTION., LTD）は、かつて存在したアニメ作品のプロデュースやウェブコミック・電子書籍の編集・発行を行っていた日本の企業。
2011年にバンダイビジュアルに吸収合併された。旧「株式会社エモーションミュージック」（2006年まで）。当時の事業は、音楽著作権（音楽出版権・原盤権）の管理・運用だった。この事業は2009年にランティスに移管された。
バンダイビジュアルのビデオグラム（VC/LD/DVD/BD）レーベル「EMOTION」（エモーション）と直接の関係はない。法人としてのEMOTIONの設立はエモーションミュージックの設立よりさかのぼる1983年で、一貫してバンダイビジュアルが運営している。

## 歴史
当初の社名は「エモーションミュージック」で、バンダイグループが関わったアニメ・ゲーム音楽の原版を管理していた。
2000年に解散したバンダイ・ミュージックエンタテインメント（旧アポロン音楽工業）の渡辺プロダクション関係のものを除く原盤も管理していた。
2003年にバンダイ直下からバンダイビジュアルの傘下となった後、2006年に社名を「エモーション」へ変更した。
2009年には、バンダイビジュアルグループのレコード会社ランティスへ、原盤権の管理業務を譲渡した。
2009年2月にウェブコミック配信サイト『YOMBAN』（現『Webコミックゲッキン』）を開設、2010年には携帯コミック配信サイト『週2コミック! ゲッキン』を開設し、編集業務に当たっていた。2010年12月には『ゲッキン』連載の漫画作品を発行する単行本レーベル『エモーションコミックス』（角川グループパブリッシング発売）を創刊した。

## プロデュース作品

### テレビアニメ
- CANAAN
- ティアーズ・トゥ・ティアラ
- ONE PUNCH MAN

### OVA
- T.P.さくら
- マジンカイザーSKL